# Metaxypsyche
Metaxypsyche é um gênero de mariposa pertencente à família Acrolophidae.